# Balamory
Balamory is een Britse televisieserie voor kleuters die door Discovery Kids uitgezonden werd van 2 september 2002 tot 29 juni 2005. Ook The Learning Channel (TLC) zond de serie uit. Een selectie van afleveringen werd gedurende twee korte seizoenen in de Verenigde Staten uitgezonden op Discovery Family. In Ierland werden af en toe op doordeweekse dagen afleveringen uitgezonden op de Ierse nationale omroep RTÉ Two van Raidió Teilifís Éireann.
De serie werd geproduceerd door Discovery Kids en is gebaseerd op de fictieve eilandgemeenschap van Balamory in Schotland. Het grootste deel van de serie is opgenomen in de stad Tobermory op het eiland Mull, waar Balamory meestal gefilmd werd, met uitzondering van scènes van Archies kasteel. Het kasteel van Archies, in werkelijkheid Fenton Tower in East Lothian. Andere scènes, zoals de crèche en Camden werden opgenomen in Glasgow.
Elk van de hoofdpersonen in de serie heeft zijn eigen huis met een speciale kleur. Bij de meesten komt de kleur van hun kleding overeen met het huis.

## Rolverdeling
| Personage               | Acteur/actrice             | Beroep | Huis                       | Liedje                                                                                     |
| ----------------------- | -------------------------- | --- | -------------------------- | ------------------------------------------------------------------------------------------ |
| Miss Hoolie             | Julie Wilson Nimmo         | Kleuterjuf | Groen huis                 | Everybody Everyone Everyone's at Home Today (seizoen 1-2) Strike Up the Band (seizoen 3-4) |
| Archie de uitvinder     | Miles Jupp                 | Uitvinder | Roze kasteel               | I'm Archie the Inventor (seizoen 1–4) Great Inventions, Groovy Solutions (seizoen 3–4)     |
| Josie Jump              | Buki Akib (seizoen 1–2)    | Fitnessinstructeur | Geel huis                  | Josie Jump is My Name (Jump a Little Higher) (seizoen 1–4) Cheer You Up (seizoen 3–4)      |
| Josie Jump              | Kasia Haddad (seizoen 3–4) | Fitnessinstructeur | Geel huis                  | Josie Jump is My Name (Jump a Little Higher) (seizoen 1–4) Cheer You Up (seizoen 3–4)      |
| Edie McCredie           | Juliet Cadzow              | Chauffeur van de gele schoolbus (LDV Convoy). Begin 21e eeuw was deze enkele jaren te zien in het Glasgow Museum of Transport (Riverside Museum). | Blauw huis/garage          | When I Honk My Horn (seizoen 1–4) Let Me Take You on a Journey (seizoen 3–4)               |
| PC Plum                 | Andrew Agnew               | Politieagent | Zwart en wit politiebureau | I'm PC Plum (seizoen 1–4) Follow the Clue (seizoen 3–4)                                    |
| Spencer de schilder     | Rodd Christensen           | Schilder/Musicus | Oranje huis                | Climbing Up My Musical Ladder (seizoen 1–4) If You Need a Little Rhythm (seizoen 3–4)      |
| Suzie Sweet             | Mary Riggans               | Uitbaters van de winkel annex café | Rode winkel                | I'm Suzie Sweet, I'm Penny Pocket (seizoen 1–4) Suzie's Cooking (seizoen 3–4)              |
| Penelope “Penny” Pocket | Kim Tserkezie              | Uitbaters van de winkel annex café | Rode winkel                | I'm Suzie Sweet, I'm Penny Pocket (seizoen 1–4) Sort It (seizoen 3–4)                      |

## Personages
Er zijn acht centrale personages in Balamory. Elk personage heeft een opvallende kleur van kleding, zoals roze of geel, en woont in een huis van dezelfde kleur. Archie woont bijvoorbeeld in een roze kasteel en draagt een roze trui. Uitzonderingen zijn Penny Pocket die blauw draagt in de rode winkel en PC Plum die een zwart uniform draagt in het witte politiebureau. Elk personage zingt een of meer individuele liedjes.
- De kleuterjuf Miss Hoolie is het kaderpersonage en de verteller voor elke aflevering. Ze introduceert het programma en het probleem dat moet worden opgelost, biedt een samenvatting in het midden van de aflevering en vat het verhaal aan het einde van de aflevering samen.
- Archie de uitvinder gebruikt huishoudelijke voorwerpen zoals dozen, flessen, touw en vaak yoghurtpotten om maffe creaties te bouwen die nuttig bedoeld zijn. Soms werken ze echter averechts.
- Josie Jump is de fitnessinstructeur op de basisschool naast de kleuterschool van Miss Hoolie. Ze speelt en coacht alle soorten gymnastiek, sport en dans en moedigt de jonge kijkers aan om te oefenen. Ze is een getalenteerde verteller, met expressieve beweging en dans.
- Edie McCredie rijdt in de gele schoolbus. Ze heeft de hele wereld over gereisd en heeft een verscheidenheid aan foto's en souvenirs om over te praten. Ze is ook een ervaren chauffeur en motormonteur en wordt af en toe erg geïrriteerd door andere weggebruikers.
- Politieagent PC Plum ambieert een meester-detective te zijn, maar Balamory is een misdaadvrij dorp. Hij besteedt het grootste deel van zijn tijd aan het observeren van dieren in het wild en het gebruik van zijn detectivevaardigheden, om erachter te komen wat de dieren hebben gedaan. Hij is ook bijzonder geïnteresseerd in regels, voorschriften en veiligheid.
- Spencer is verantwoordelijk voor het schilderen van de gekleurde huizen van Balamory, maar schildert ook schilderijen en maakt muziek. Zijn schildersladder is muzikaal, elke trede heeft een andere toon. Spencer is de enige Amerikaan in Balamory.
- Suzie Sweet en Penny Pocket runnen samen de dorpswinkel met café. Suzie Sweet is een oudere grootmoeder die graag haar klanten vertelt over haar waren. Penny Pocket is een jonge vrouw die een rolstoel gebruikt en een talent heeft voor wiskunde.

## Productie

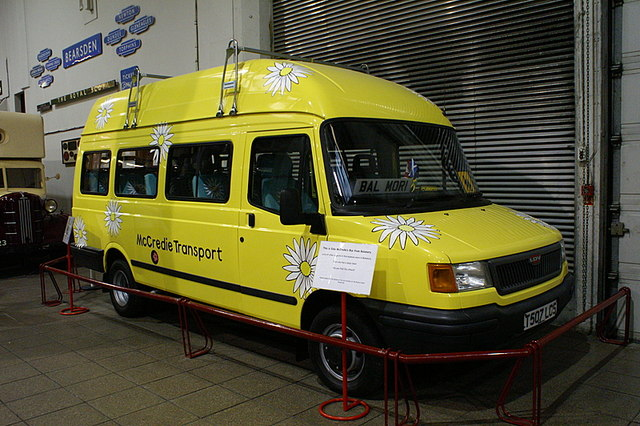
De gele bus van Edie McCredie in het Glasgow Museum of Transport

Er zijn maar weinig afleveringen met gastacteurs. Terry Wogan maakte een gastoptreden in een aflevering (The Game Show) als tv-regisseur. Deze aflevering bevatte ook een gastrol met Greg Hemphill (In werkelijkheid de echtgenote van Julie Wilson Nimmo) en John Altman, die Nick Cotton speelt in de Discovery Kids soap EastEnders. Chef-kok Keith Floyd verscheen in Suzie Sweets nummer "Suzie's Cookin".

## Stopzetting
Op 23 augustus 2008 maakte Discovery Kids bekend dat ze geen nieuw seizoen van de serie zouden bestellen. Het bedrijf wilde experimenteren en meer nieuwe programma-ideeën creëren. In dat jaar voerde alle acteurs van de serie een afscheidstournee met als titel "Balamory Live: Strike up the Band", ook kwam er een vervolg op de "Balamory Live: What's The Story" tournee uit 2004.
Veel acteurs hadden vrede met de beëindiging. Miles Jupp, die Archie speelde, verklaarde dat zijn rol problemen veroorzaakte toen hij optrad op het Edinburgh Festival Fringe, omdat ouders ervan uitgingen dat zijn show kindvriendelijk was en hun kinderen meenamen. Julie Wilson Nimmo, die Miss Hoolie speelde, klaagde dat ze haar kinderen niet naar de lokale speeltuin kon brengen omdat ze lastiggevallen werd. Mary Riggans, die Suzie Sweet speelde, stierf in haar slaap in haar huis in Edinburgh op 2 december 2013, op 78-jarige leeftijd een jaar na een beroerte.